# Harmonic Mantra
Harmonic Mantra je zatím poslední nahrávka Davida Hykese.

## Seznam skladeb
1. Dharma Essence Sounds
2. Mantra Being Of One Mind
3. Om Mani Padme Hum: United In Sound (feat. Dadon)
4. Vajra Guru Mantra 1
5. Vajra Guru Mantra 2
6. Harmonic Mind And Life: Om Mani Padme Hum

## Hudebníci
- David Hykes - zpěv, umělecká režie
- Dadon - zpěv (skladba 3)
- Timothy Hill - zpěv (skladba 6)
- Seth Markel - zpěv (skladba 6)
- Joel Bluestein - zpěv (skladba 6)
- Ev Mann - perkuse
- Peter Halley - didgeridoo (skladba 6)